# Miguel de Carvalho
Miguel de Carvalho foi um beato português, de família nobre, presbítero e missionário jesuíta, nascido em Braga em 1579 e morto a 25 de Agosto de 1624. 

## História
Miguel entrou para a ordem dos jesuítas em 1597. Foi professor de teologia em Goa e Macau por quinze anos. Enviado como missionário ao Japão, foi preso em Julho de 1623 por pregar o cristianismo e passou 13 meses na prisão antes de ser executado. Morreu condenado à fogueira devido a intolerância religiosa no Japão.
Foi beatificado em 7 de Julho de 1867 pelo Papa Pio IX juntamente com mais 204 outros mártires do Japão, sendo 166 cristãos leigos e 38 sacerdotes, martirizados entre 1617 e 1632. 
A Universidade Católica Portuguesa deu o seu nome ao Instituto Beato Miguel de Carvalho que mais tarde passaria a Faculdade de Filosofia dessa universidade.